# Bundestagswahlkreis Unna – Hamm
Der Bundestagswahlkreis Unna – Hamm war von 1949 bis 1965 ein Wahlkreis in Nordrhein-Westfalen. Er umfasste den Kreis Unna und die kreisfreie Stadt Hamm.
Nach der Auflösung des Wahlkreises zur Bundestagswahl 1965 wurde Hamm dem neuen Wahlkreis Lüdinghausen zugeteilt. Der Kreis Unna bildete fortan den Wahlkreis Unna. Der letzte direkt gewählte Wahlkreisabgeordnete des Wahlkreises Unna – Hamm war Werner Figgen (SPD).

## Wahlkreissieger
| Jahr | Name                    | Partei | Erststimmen |
| ---- | ----------------------- | ------ | ----------- |
| 1961 | Werner Figgen           | SPD    | 46,6 %      |
| 1957 | Ernst von Bodelschwingh | CDU    | 45,6 %      |
| 1953 | Ernst von Bodelschwingh | CDU    | 43,7 %      |
| 1949 | Alfred Gleisner         | SPD    | 42,5 %      |

## Wahlkreisgeschichte
| Wahl      | Wahlkreisname   | Gebiet                 |
| --------- | --------------- | ---------------------- |
| 1949      | 61 Unna – Hamm  | Kreis Unna, Stadt Hamm |
| 1953–1961 | 120 Unna – Hamm | Kreis Unna, Stadt Hamm |